# Dombliothek Köln Cod. 102
Der Kölner Codex 102 enthält „[ein] Kalendar, Osterzyklen und Werke des Beda Venerabilis“. Er ist im 10. und 11. Jahrhundert entstanden und umfasst zwei zu unterschiedlicher Zeit an unterschiedlichen Orten entstandene Teile. Dabei wurden (1.) der Kalenderteil und der Osterzyklus mit den Annalen, die in der zweiten Hälfte des 10. Jahrhunderts geschrieben wurden, mit (2.) einer Abschrift von Werken des Beda Venerabilis aus dem 11. Jahrhundert zusammengebunden. Der erste Teil umfasst dabei die Folia 1r bis 20v, der zweite Teil die Folia 21r bis 99v. Der Aufbewahrungsort der Handschrift ist die Erzbischöfliche Diözesan- und Dombibliothek in Köln. Der annalistische Teil der Handschrift ist teilweise in den Monumenta Germaniae Historica ediert. Im zweiten Teil findet sich das ungewöhnliche und selten überlieferte, Beda fälschlich zugeschriebene „Gewitterbüchlein“.

## Äußere Form
Schriftträger der Handschrift ist Pergament. Sie wird heute von einem Einband umschlossen, der aus pergamentüberzogener Pappe besteht. Da im Mittelalter die Einbände solcher Textsorten typischerweise aus mit Leder überzogenen Holzdeckeln bestanden, ist der Einband nicht zeitgenössisch - sondern vielmehr 1750/52 neu gemacht worden. Der Kodex umfasst 99 Blätter, auf denen in der gesamten Handschrift eine Blindliniierung mit Versalienspalten zu erkennen ist. Diese Blindliniierung zeigt sich nicht nur an den eingeprägten Linien, sondern in beiden Teilen auch an den Einstichen an den Seitenrändern. Eine solche Liniierung war durchaus üblich, um dem Schreiber eine Orientierung zu bieten und das Schreiben gerader und gleichmäßiger Zeilen zu erleichtern. Bei anderen Handschriften des Mittelalters wurden die Blätter oft nachträglich so beschnitten, dass die Einstiche abgetrennt wurden. Die Deutlichkeit der Linien variiert je nach der handwerklichen Fähigkeit des Schreibers, der die Liniierung vornahm. Bevorzugt waren Liniierungen, die weniger deutlich, aber für den Schreiber als Orientierung sichtbar waren.
Die Pergamentblätter des Kodex haben ein Format von 290 mal 220 Millimeter. Die Maße des Schriftspiegels unterscheiden sich je nach Seite. Auf den ersten sechs Blättern sind es 200 mal 160 Millimeter, die Blätter 7 bis 20 umfassen einen Schriftraum von 205 mal 173 Millimetern und der übrige Teil der Handschrift ist in 210 mal 165 Millimeter großen Schriftblöcken festgehalten.
Auffällig ist, dass die Pergamentblätter des ersten Teils größtenteils makellos sind und lediglich aus den Blättern 10 und 16 Teile herausgeschnitten wurden. Dagegen finden sich in den Blättern des zweiten Teils häufig Löcher im Pergament, die etwa von Verletzungen der Tiere stammen können und für eine geringere Qualität des Pergaments sprechen.

## Entstehungsgeschichte
Der erste Teil der Handschrift entstand vermutlich im 10. Jahrhundert und gelangte im 11. Jahrhundert nach Köln. Der zweite Teil entstand wohl in der Kölner Domschule und wurde vermutlich im 11. Jahrhundert dem ersten in Köln beigebunden. Dieser zweite Teil wurde von verschiedenen Personen in eher großer Schrift geschrieben, was nach Anton von Euw eben ein Indiz dafür ist, dass dieser Teil aus der Kölner Domschule stammt. Die Texte sind teilweise Abschriften anderer Kölner Handschriften (z. B. Codex 103).

## Inhalt

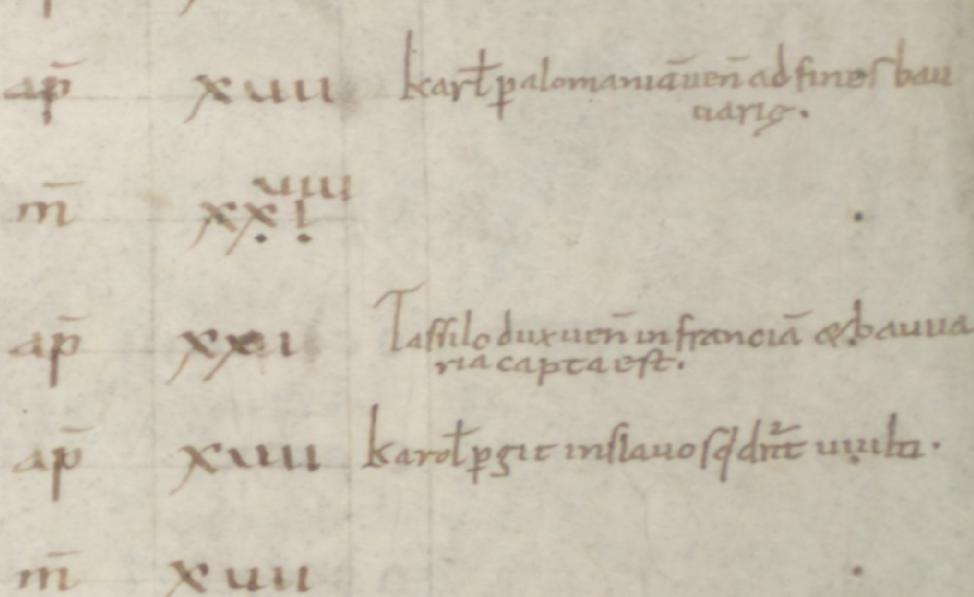
Detail von fol. 14r: annalistische Randnotizen zu einem Osterzyklus. Behandelt wird die Entmachtung Tassilos III. sowie ein Feldzug zu den Slawen.

Die gleiche Textstelle in der MGH-Edition

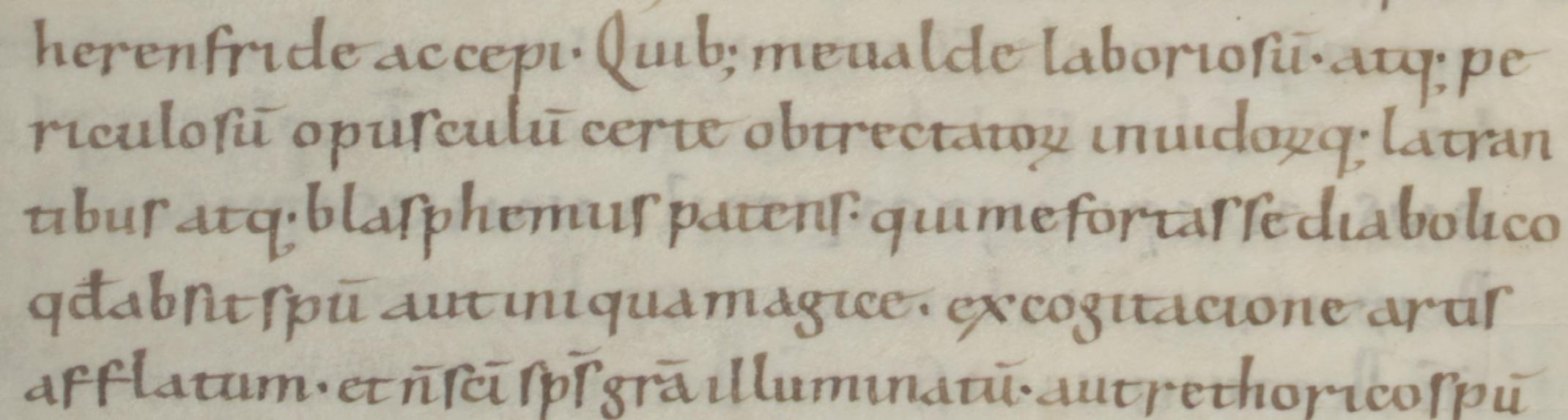
Detail von fol. 49r: Im Prolog des Büchleins von den Gewittern wird beschrieben, dass ein Vater Herenfried („herenfride“) mehrfach um die Übersetzung des Textes gebeten habe. Diese Arbeit wird als mühsam und gefährlich beschrieben und es wird vermutet, dass Kritiker eine Inspiration durch einen teuflischen Geist oder böse magische Gedanken statt durch den Heiligen Geist vermuten könnten.

Der erste Teil umfasst ein Kalendarium, den Osterzyklus sowie annalistische Randeinträge, die wohl im und für den Kölner Raum verfasst wurden. Diese Vermutung ergibt sich daraus, dass zwei Daten, nämlich der Weihe des Kölner Doms und dem Fest des heiligen Kunibert der Zusatz Colonie angefügt ist. Gegen die These spricht allerdings, dass dieser Teil nicht mit anderen Kalendarien aus Köln aus der Zeit um 1000 n. Chr. (z. B. Cod. 103) vereinbar ist. Die Annalen wurden von mehreren, uns unbekannten Autoren eingetragen. Die unklare Herkunft und die fehlende Gewissheit über den Zweck, zu dem dieser Teil ursprünglich verfasst und nach Köln gebracht wurde, macht die Handschrift nach wie vor interessant für die weitere Forschung.
Beispielhaft für die annalistischen Einträge ist in der Abbildung rechts ein Detail von fol. 14r zu sehen: notiert sind der Zug Karls des Großen nach Bayern, die Entmachtung Tassilos III. und der weitere Zug Karls zu den Slawen.
Der zweite Teil besteht aus mehreren Werken des Beda Venerabilis. Dabei handelt es sich zunächst um das Werk „de temporum ratione“, das in einen zeitrechnerischen Teil („chronica minora“) und einen historiographischen Teil („chronica maiora“) aufgeteilt ist. Der zeitrechnerische Teil weist Lücken auf, die diesen Teil der Handschrift zum Fragment machen. Die Chronica Maiora dagegen sind vollständig. Zwischen diesen Teilen findet sich auf fol. 49r-52v fragmentarisch das traditionell, aber fälschlich Beda zugeschriebene „De tonitruis libellus“ (das Büchlein von den Gewittern), bei dem man bis 2013 davon ausging, dass es nur hier erhalten sei. Damit wäre die Kölner Handschrift für dieses Werk ein „codex unicus“ gewesen. Diese Annahme wurde allerdings revidiert, als weitere Ausgaben dieses Textes in einer Bibliothek in Trier, in der Bibliothek des Grafen Nesselrode-Reichenstein in Herten, in der Bibliothèque de l’Université Liège, im Archiv Pražského hradu (Prag) und in der Biblioteka Jagiellońska Krakau gefunden wurden. Nicht nur die Seltenheit der Überlieferung, auch das Alter und die Thematik des Textes machen die Handschrift relevant für die Forschung der Textüberlieferung des Mittelalters. Ausgehend von einem Kommentar im Vorwort des Autors von „de tonitruis“ stellte Charles W. Jones, der sich erstmals mit „de tonitruis“ beschäftigte, die Vermutung an, der Text – bei dem es um die Vorhersage der Zukunft aus der Deutung von Gewittern geht (Brontologie) – sei im Auftrag eines Bischof Herifrid von Auxerre, der bereits 909 starb, ins Lateinische übersetzt worden. Aus der Kölner Handschrift geht nicht hervor, aus welcher Sprache dieser Text stammt, so dass der Ursprung erst mit Auffinden der weiteren Handschriften des Büchleins von den Gewittern geklärt werden konnte. Lange ging man von einem griechischen Ursprungstext aus, auch Ähnlichkeiten zu einem teilweise lateinischen, teilweise altenglischen Text wurden gefunden. Wie mittlerweile bekannt ist, findet sich in den Handschriften aus Herten und Prag ein Vermerk des Schreibers der jeweiligen Handschriften, dass es sich um eine Übersetzung aus dem Irischen handelt. Auch wenn nicht vollständig gesichert ist, dass es sich bei dem erwähnten Herifrid um den Bischof von Auxerre handelt, so ist doch klar, dass das Werk, das diese Handschrift aus der Dombibliothek zu Köln repräsentiert, einer der ersten mittelalterlichen Texte in lateinischer (bzw. ursprünglich irischer) Sprache ist, der sich mit der Vorhersage der Zukunft im Rahmen (nicht-christlicher) magischer Künste beschäftigt.